# Pac-Man (EP)
Pac-Man è un EP del musicista Richard D. James pubblicato nel 1992 dalla FFRR Records con lo pseudonimo Power-Pill.
Le tracce dell'album sono remix della colonna sonora del videogioco omonimo.

## Tracce
1. Pac-Man [Original Edit] - 3:32
2. Pac-Man [Ghost Mix] - 4:12
3. Pac-Man [Choci's Hi-Score Mix] - 5:04
4. Pac-Man [Mickey Finn's Yum Yum Mix] - 5:04
5. Pac-Man [Original Full Version] - 4:02